# 劉瓊 (成化進士)
劉瓊（1442年—？），字德溫，順天府順義縣人，軍籍。明朝政治人物。進士出身。

## 生平
順天府鄉試第二十八名。成化五年（1469年）乙丑科會試第一百三十三名，殿試登進士第三甲第一百零七名。

## 家族
曾祖劉義。祖父劉鐸，曾任主簿。父亲劉澈，曾任府同知。

## 延伸阅读
[在维基数据编辑]